# Jinx
Jinx je hrvaška pop skupina iz Zagreba, ki je nastala leta 1993.

## Zgodovina
Skupino je ustanovil kitarist Coco Mosquito (pravo ime Gordan Muratović), v čigar demo studiu so se zbirali številni glasbeniki. Tako je spoznal klaviaturista Mr. Goodyja (Marijan Gudelj), bobnarja Goonyja, bas kitarista Kikyja the Kida in pevko Jadranko Bastajić - Yayo, ki so formirali prvo zasedbo Jinx. Skupina kariero začela pod imenom "High Jinx", ki so ga dobili na nastopu v popularnem zagrebškem klubu Saloon. Kasneje so nastopali le pod imenom "Jinx", ker so jih poslušalci, na prvih nastopih, imenovali za Jinxe. Prvi album, Sextaszy, je leta 1995 izšel v angleškem jeziku. Leta 1996 sta se skupini pridružila še bobnar Berko Muratović in bas kitarist Samir Kadribašić. Naslednje leto je skupina sklenila prvo pogodbo z založbo Aquaris Records in pri njej izdala svoj drugi studijski album Second Hand, z uspešnico "Smijem se", skupini pa sta se pridružila še saksofonist Jakša Kriletić - Jordes in trobentač Rudy B. Leta 1998 je skupina prejela nagrado Radio France International za najboljšega novega izvajalca in Nagrado Crni mačak za rock nado. Rudy B je skupino zapustil leta 1999, zamenjal pa ga je Igor Pavlica. Skupina je istega leta posnela svoj tretji album Pompei – Ljetna ploča katastrofe, ki  vsebuje številne hite, med drugim "Bye Bye Baby Bye" in "Koliko suza za malo sna". Naslednje leto je skupina prejela nagrado Crni Mačak za najboljši scenski nastop v živo. Leta 2001 so Jinxi izdali zelo uspešen album Avantura počinje, z njihovim najbolj popularnim hitom "Tamo gdje je sve po mom", kot tolkalist pa se jim je pridružil Boris Popov. Portal Muzika.hr je leta 2009 album postavil na 18. mesto lestvice hrvaških albumov desetletja. Leta 2002 je skupina prekinila z delovanjem. Nekaj časa so krožile govorice, da se bodo razšli, ker naj bi bil Dubravko Ivaniš Ripper, vodja skupine Pips, Chips & Videoclips in mož pevke Yaye, s svojimi ljubosumnimi izpadi onemogočal delo skupine, zaradi česar je Coco Mosquito  obupoval, dokler na koncertu septembra 2001 v Križankah Yaya zaradi napada joka ni hotela na oder, Cocu je prekipelo in skupina je razpadla. Leta 2002 je skupina prejela nagrado Porin za hit leta ("Tamo gdje je sve po mom").
Leta 2006 se je skupina, brez Popova in Krečića, ponovno aktivirala in začela s snemanjem novega albuma Na zapadu, ki je izšel leta 2007 pri založbi Dallas Records, s katero je skupina sklenila pogodbo. Album je doživel uspeh, z njega pa so izšli trije singli: "Na čemu si ti?", "Na zapadu" in "Pored mene". Skupina je leta 2008 izdala prvi album v živo, Jinx Live, ki vsebuje posnetke s koncertov v Zagrebu, Čakovcu, Zadru, Šibeniku in Osijeku, ki so potekali v okviru dvoranske turneje leta 2007. Leta 2010 je skupina izdala svoj najnovejši album Diksilend, ki je leta 2011 prejel nagrado Porin za najboljši pop album.

## Diskografija

### Studijski albumi
- Sextaszy (1995)
- Second Hand (1997)
- Pompei – Ljetna ploča katastrofe (1999)
- Avantura počinje (2001)
- Na zapadu (2007)
- Diksilend (2010)
- Pogrebi & pomiriši (2017)

### Album v živo
- Jinx Live (2008)

### Kompilacijski albumi
- Retro/Best of Jinx (2002)
- Retro Plus (2007)
- Backup: Sextaszy / Second Hand (2010)

### Singli
- "Smijem se" (1997)
- "Bye bye baby bye" (1999)
- "Koliko suza za malo sna" (1999)
- "Tamo gdje je sve po mom" (2001)
- "Na čemu si ti" (2007)
- "Da smo se voljeli manje" (2010)
- "Jesmo li dobro?" (2016)
- "Maradona" feat. Davor Gobac (2017)
- "Ako si rođen u pogrešno vrijeme" (2017)